# Kopalnia Gliwice (przystanek kolejowy)
Kopalnia Gliwice – zlikwidowany wąskotorowy przystanek kolejowy w Gliwicach, w kilometrze 20,1 linii Bytom Karb Wąskotorowy - Markowice Raciborskie Wąskotorowe. Powstał w kilka lat po II wojnie światowej i funkcjonował do momentu zamknięcia przewozów osobowych w 1991 roku. Służył głównie pracownikom pobliskiej kopalni.